# Caru Alves de Souza
Caru Alves de Souza (São Paulo, 18 de agosto de 1979)  é  uma diretora, roteirista e produtora brasileira. É filha da cineasta Tata Amaral. 

## Carreira
É formada em História pela Universidade de São Paulo (FFLCH-USP). Começou sua carreira como cineasta autodidata inspirada por cineastas como John Cassavetes, Agnés Varda e por seus pais, os também cineastas Tata Amaral e Francisco Cesar Filho. 
Foi integrante do Coletivo Vermelha, formado por mulheres cineastas em busca de igualdade de gênero e raça no audiovisual, e casadalapa, coletivo em busca de ações artísticas feitas nas ruas de São Paulo, com a missão de reivindicar o direito à cidade. Foi da diretoria da ABD-SP (Associação Brasileira de Documentaristas) e faz parte do Conselho Consultivo da APACI (Associação Paulista de Cineastas) na gestão de 2023-2024. Foi curadora da retrospectiva "O Cinema Humanista dos Irmãos Dardenne", exibida nos Centros Culturais Banco do Brasil em São Paulo, Rio de Janeiro e Brasília ao longo de 2016, premiada pelo jornal O Globo como uma das melhores retrospectivas do ano. Em 2021 cursou o "Master en Prácticas Escénicas y Cultura Visual", no Museu Nacional Centro de Arte Reina Sofia, organizado pela Universidad Castilla-La Mancha, em parceria com Artea e colaboração de Azala Kreazio Espazioa y Teatro Pradillo.
Com sua produtora Tangerina Entretenimento, em parceria com a cineasta Tata Amaral, produziu, dirigiu e roteirizou inúmeros filmes de ficção, como o longa-metragem de ficção De Menor (2014), sobre uma defensora pública da cidade de Santos que tem que defender seu irmão mais novo após ele cometer um crime. O filme teve estreia mundial no 61ª Festival de Cinema de San Sebastián e também ganhou o prêmio de Melhor Filme no Festival do Rio e foi distribuído pela HBO Latin America. 

## Filmografia
Cinema
| Ano  | Título                  | Diretora | Roteirista | Produtora | Notas          |
| ---- | ----------------------- | -------- | ---------- | --------- | -------------- |
| 2010 | Carnaval                | Sim      | Sim        | Sim       | Curta-metragem |
| 2011 | Assunto de Família      | Sim      | Sim        | Sim       | Curta-metragem |
| 2012 | O Mundo de Ulim e Oilut | Sim      | Sim        | Sim       | Curta-metragem |
| 2013 | Hoje                    | Não      | Sim        | Não       | Longa-metragem |
| 2014 | De Menor                | Sim      | Sim        | Sim       | Longa-metragem |
| 2016 | Trago Comigo - o filme  | Não      | Sim        | Não       | Longa-metragem |
| 2019 | Sequestro Relâmpago     | Sim      | Não        | Não       | Longa-metragem |
| 2021 | Meu Nome é Bagdá        | Sim      | Sim        | Sim       | Longa-metragem |

Televisão
| Ano        | Título            | Diretora | Roteirista | Produtora | Notas            |
| ---------- | ----------------- | -------- | ---------- | --------- | ---------------- |
| 2008       | Mascarianas       | Sim      | Sim        | Sim       | Documentário     |
| 2009       | O Rei do Carimã   | Sim      | Não        | Não       | Documentário     |
| 2009       | Trago Comigo      | Sim      | Não        | Não       | Minissérie       |
| 2010       | Vestígios         | Sim      | Sim        | Sim       | Documentário     |
| 2016, 2019 | Causando na Rua   | Sim      | Sim        | Sim       | Série documental |
| 2023       | Tudo Igual... SQN | Sim      | Não        | Não       | Série            |

Como atriz
| Ano  | Título            | Personagem | Nota(s)        | Ref |
| ---- | ----------------- | ---------- | -------------- | --- |
| 1988 | História Familiar | —          | Curta-metragem |     |
| 1992 | Chuá              | —          | Curta-metragem |     |

## Premiações
- Assunto de Família:

1. 11º Festival Internacional de Curtas do Rio de Janeiro Curta Cinema (Brasil) – Prêmio Especial do Júri (Competição nacional) e Prêmio Onda Curta/RTP2 – 2011
2. 9º Festival de Cinema de Maringá (Brasil) – Melhor Cenografia – 2012
3. 22º Festival Internacional de Curtas-Metragens de São Paulo (Brasil) – 10 melhores do ano – 2011
4. Olhar de Cinema – Festival Internacional de Curitiba (Brasil) – Melhor Filme – 2012
5. Festival Mix Brasil de Cinema da Diversidade Sexual (Brasil) – Melhor Direção de Fotografia – 2011
- De menor:

1. Festival Internacional de Cinema do Rio – Melhor Filme – 2013
2. Associação Paulista dos Críticos de Arte – Melhor Direção de Fotografia (Jacob Solitrenick) – 2015
3. 16° Rencontres du Cinéma Sud-américain de Marseille – Melhor Atriz (Rita Batata) – 2013
4. Festival de Cuiabá – Melhor Atriz (Rita Batata) – 2013
- Meu nome é Bagdá:

1. Melhor Filme (Crystal Bear) pelo Júri na Internacional na Mostra Generation 14plus, 70º Festival de Berlim, 2020 – Alemanha
2. Melhor Filme no 6º Festival Nórdico, 2020 – EUA
3. Melhor Direção no 6º Festival Nórdico, 2020 – EUA
4. Melhor Filme pelo Júri Jovem no 18º Festival Gender Bender, 2020 – Itália
5. Melhor Filme Latino-americano no 15º Festival de Cine Latinoamericano de La Plata, 2020 – Argentina
6. Prêmio do Público no 2º Festival de Cormorán, 2020 – Espanha
7. Melhor Atriz para Grace Orsato no 24º Festival de Cine de Lima PUCP, 2020 – Peru
8. Menção Honrosa para o Elenco Feminino no 24º Festival de Cine de Lima PUCP, 2020 – Peru
9. Prêmio do Júri Estudantil no 31º Festival Cine Junior, 2021 – França 
10. Prêmio do Público no 28º Festival Cinelatino Tübingen, 2021 – Alemanha
11. Melhor Longa-metragem Internacional no 11º Festival de Mujeres de Santiago, 2021 – Chile
12. Prêmio do Público no Festival Internacional Frauen, 2021 – Alemanha
13. Prêmio Edith Lando Peace no Festival Internacional Reel 2 Real for Youth, 2021– Canadá
14. Melhor Filme de Ação no Festival de Surf de Bilbao, 2021 – Espanha
15. Melhor Filme de Skateboard no 6º Festival de Paris de Surf & Skateboard, 2021 – França
16. Melhor Roteiro Adaptado para Filme de Ficção no 6º Prêmio ABRA de Roteiro, 2022 – Brasil